# Вабара, Адольфус
Адольфус Нданевех Вабара (англ. Adolphus Ndaneweh Wabara, род. 1 июня 1948, Лагос, Нигерия) — бывший нигерийский сенатор, представлявший Народно-демократическую партию (НДП) в штате Абия. Он стал сенатором в 1999 году и был президентом сената Нигерии с 2003 по 2005 год, затем продолжал оставаться в должности сенатора до 2007 года, когда ушёл в отставку.

## Ранние годы и образование
Адольфус Вабара родился в 1948 году, учился в методисткой средней школе в Лагосе. Получил степень магистра Киевского государственного университета по специальности «международные отношения» в 1976 году.

## Карьера в сенате
Адольфус Вабара был избран в Сенат в 1999 году и переизбран в 2003 году. Он был президентом Сената Нигерии с 2003 по 2005 год. На выборах в апреле 2003 года Вабара был сначала объявлен проигравшим Д.К. Имо, кандидату Всенигерийской народной партии, но выиграл апелляцию в июне 2003 года и был объявлен избранным. Решение было спорным
.
На встрече Содружества в декабре 2003 года Адольфус Вабара сказал, что «гибкое и ответственное управление должно быть ключевым словом... поскольку это единственный инструмент для продвижения демократических ценностей, создания богатства и расширения прав и возможностей людей».
В мае 2004 года сенаторы начали расследование предполагаемых финансовых преступлений Вабары. Президент Олусегун Обасанджо поддержал решение. Сенаторы обвинили Вабару в превышении своих полномочий, раздаче различных контрактов без ведома или одобрения ответственного комитета Сената. Дополнительное обвинение было выдвинуто сенатором Боде Оловопороку, который отрицал получение аванса в размере 3 миллионов долларов, который, по словам президента Сената, был выплачен ему за турне по Европе и Латинской Америке. Вабара сказал, что готов к расследованию, и сказал, что обвинения были ложными, выдвинутыми сенаторами игбо, которые хотели его должности.
В феврале 2005 года на приёме, устроенном китайским посольством, Вабара подтвердил поддержку Нигерией политики единого Китая и сказал, что Сенат сделает всё возможное, чтобы укрепить отношения с Китаем.
В апреле 2005 года Вабара ушёл в отставку после того, как были сделаны обвинения в том, что он и другие взяли взятку в размере 400 000 долларов от министра образования Фабиана Осуджи. Его сменил сенатор Кен Ннамани. Фабиан Осуджи был уволен месяцем ранее за то, что якобы подкупил Вабару и шесть других членов парламента, чтобы облегчить принятие его годового бюджета. После длительных судебных тяжб 1 июня 2010 года обвинения с Вабары были сняты. Суд постановил, что обвинения были сфальсифицированы и не раскрыли дела prima facie против обвиняемых. Суд постановил, что действия федерального правительства в связи с этим обвинением были весьма позорными, варварскими и нецивилизованными, поскольку обвиняемые не делали заявлений ни одному агенту безопасности до трансляции судебного разбирательства и, наконец, признали себя виновными. Судья Одили, ведущий дело, заявил, что «обвиняемые не должны отвечать по закону и, следовательно, должно освободить их».

## Личная жизнь
Женат, имеет двоих детей.